# Krystyna Hołuj
Krystyna Hołuj-Radzikowska foi um jogadora de xadrez da Polônia, com diversas participações nas Olimpíadas de xadrez. Květa participou das edições de 1957 a  1972 tendo conquistado a medalha de ouro individual em 1957. Foi nove vezes campeã nacional e participou duas vezes do Torneio de Candidatos para disputa do Campeonato Mundial Feminino de Xadrez.